# Semigrupo
Um semigrupo pode ser definido de 2 maneiras completamente equivalentes 
1. é um conjunto G dotado de uma operação binária para a qual valem as seguintes propriedades:
  1. fechamento: dado {\displaystyle a,b\in G} o elemento resultante da composição de a e b pertence a G ({\displaystyle a*b\in G})
  2. associatividade: para todos {\displaystyle a,b,c\in G} vale {\displaystyle \left(a*b\right)*c=a*\left(b*c\right)=a*b*c}
2. é um magma dotado da propriedade associativa (associatividade)
  1. associatividade: para todos {\displaystyle a,b,c\in G} vale {\displaystyle \left(a*b\right)*c=a*\left(b*c\right)=a*b*c}

Acrescentando outros axiomas à operação binária *, temos:
- Monóide - se existe elemento neutro